# Schmalrumpfflugzeug

Rumpfquerschnitt des Schmal- bzw. Standardrumpfflugzeugs Boeing 707

Ein Schmalrumpfflugzeug (englisch narrow body) oder Standardrumpfflugzeug (engl. standard body) ist ein Verkehrsflugzeug mit nur einem Kabinengang (engl. single aisle) sowie bis zu sechs Sitzen pro Reihe in der Economy Class, in einem Ausnahmefall sogar sieben. Die Verwendung der Begriffe ist nur bei Strahlflugzeugen üblich.
Losgelöst von der allgemeinen Bezeichnung „Standardrumpfflugzeug“ beziehungsweise „Schmalrumpfflugzeug“ verwenden Flugzeughersteller wie Airbus oder Boeing den Begriff standard body auch fest definiert für einen standardisierten Rumpfdurchmesser. Boeing nutzt den Begriff für den Rumpfdurchmesser, der erstmals für die Boeing 707 genutzt und im Anschluss in unveränderter Form für die Typen 727, 737 und 757 übernommen wurde. Der Flugzeughersteller Airbus verwendet den Begriff „Standardrumpfflugzeug“ für die vier Typenreihen seiner Airbus-A320-Familie, die denselben standardisierten Rumpfdurchmesser besitzen.

## Historie des Begriffs Schmalrumpfflugzeug

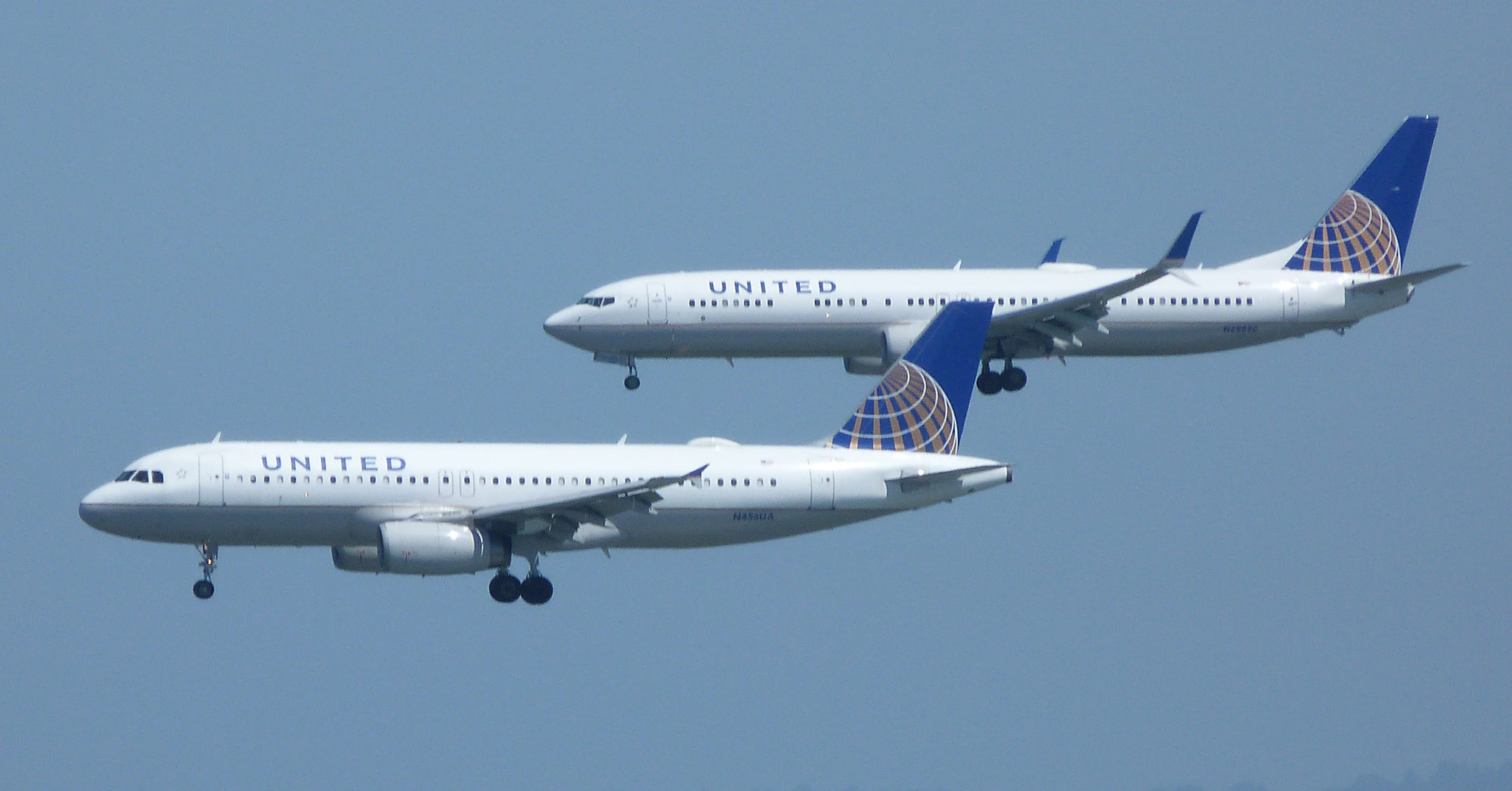
Airbus A320 und Boeing 737-800

Mit der Vorstellung der Boeing 747, welche einen erheblich größeren Rumpfdurchmesser als die zuvor entwickelten Düsenverkehrsflugzeuge besaß, wurde in den 1960er-Jahren der Begriff Großraumflugzeug (wide body) eingeführt. Zuvor entwickelte Typen, wie die Boeing 707, Boeing 727, Douglas DC-8 oder Convair CV-990, wurden daraufhin als „Standardrumpfflugzeug“ (standard body) bezeichnet. Dieser Begriff sollte deutlich machen, dass diese älteren Düsenverkehrsflugzeuge einen deutlich schmaleren Rumpfdurchmesser als die neuen Boeing 747, McDonnell Douglas DC-10 und Lockheed L-1011 besaßen und war im Sinne von herkömmlicher Standard zu verstehen; er bezog sich dabei nicht auf ein einheitliches Normmaß. Erst ab Ende der 1970er-Jahre etablierte sich sehr langsam der Begriff „Schmalrumpfflugzeug“ (narrow body), der heute überwiegend in Pressemeldungen oder in der Fachliteratur zu finden ist. Die Frachtervarianten von Schmalrumpfflugzeugen werden bis heute weiterhin als standard-bodies bezeichnet. Ein „Standardrumpffrachter“ wird definiert als ein single-aisle-Flugzeug mit einer Ladekapazität von bis zu 50 Tonnen. Zu den „Standardrumpffrachtern“ zählen beispielsweise die Typen Boeing 707, 727, 737, 757, Douglas DC-8, DC-9, MD-80, MD-90 sowie die Airbus-A320-Familie oder die BAe 146.

## Häufig produzierte Schmalrumpfflugzeuge

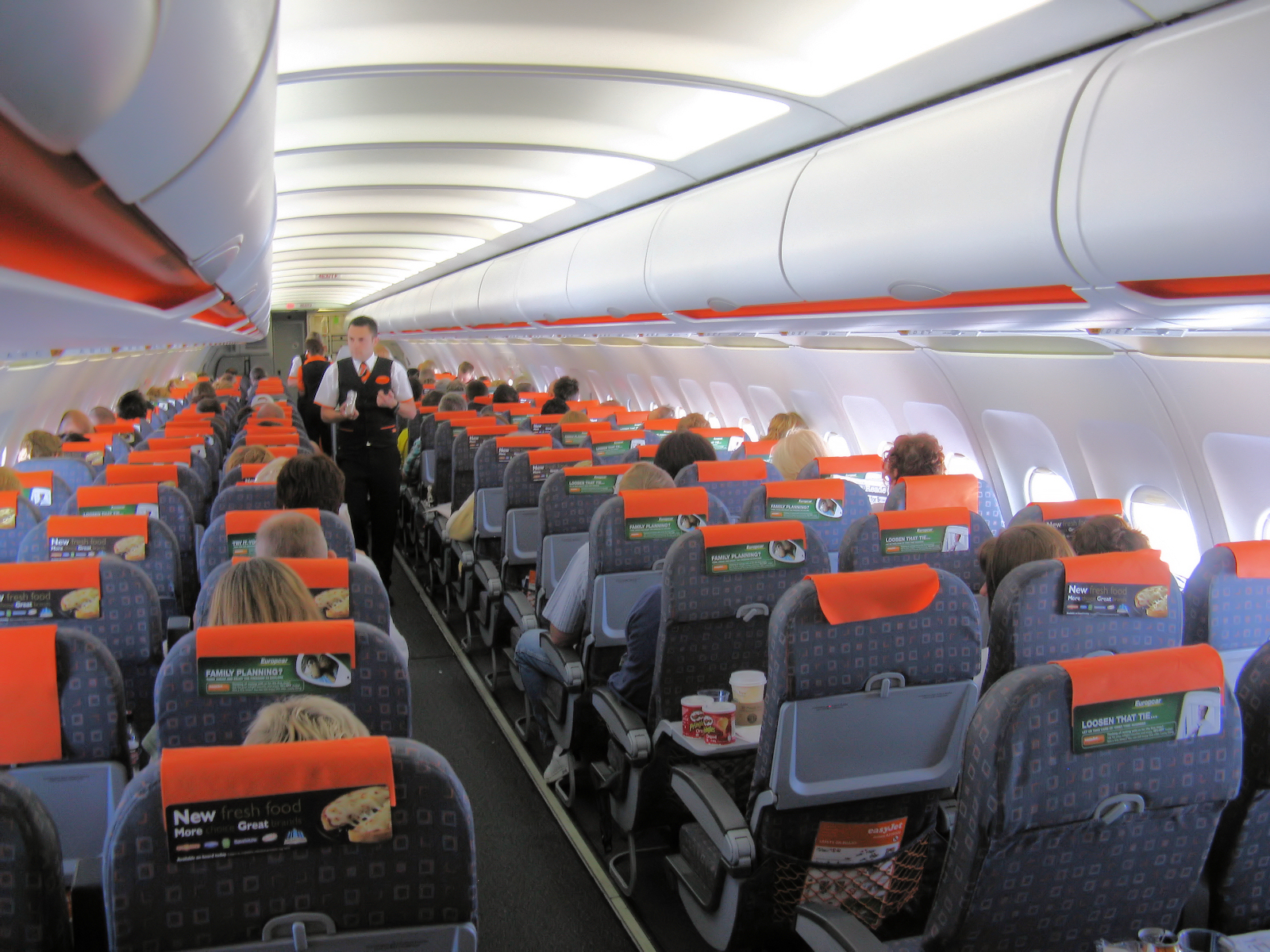
Kabine A319, 6 Sitze pro Reihe

Kabine DC-9, 4 (Business) bzw. 5 Sitze (Economy Class) pro Reihe

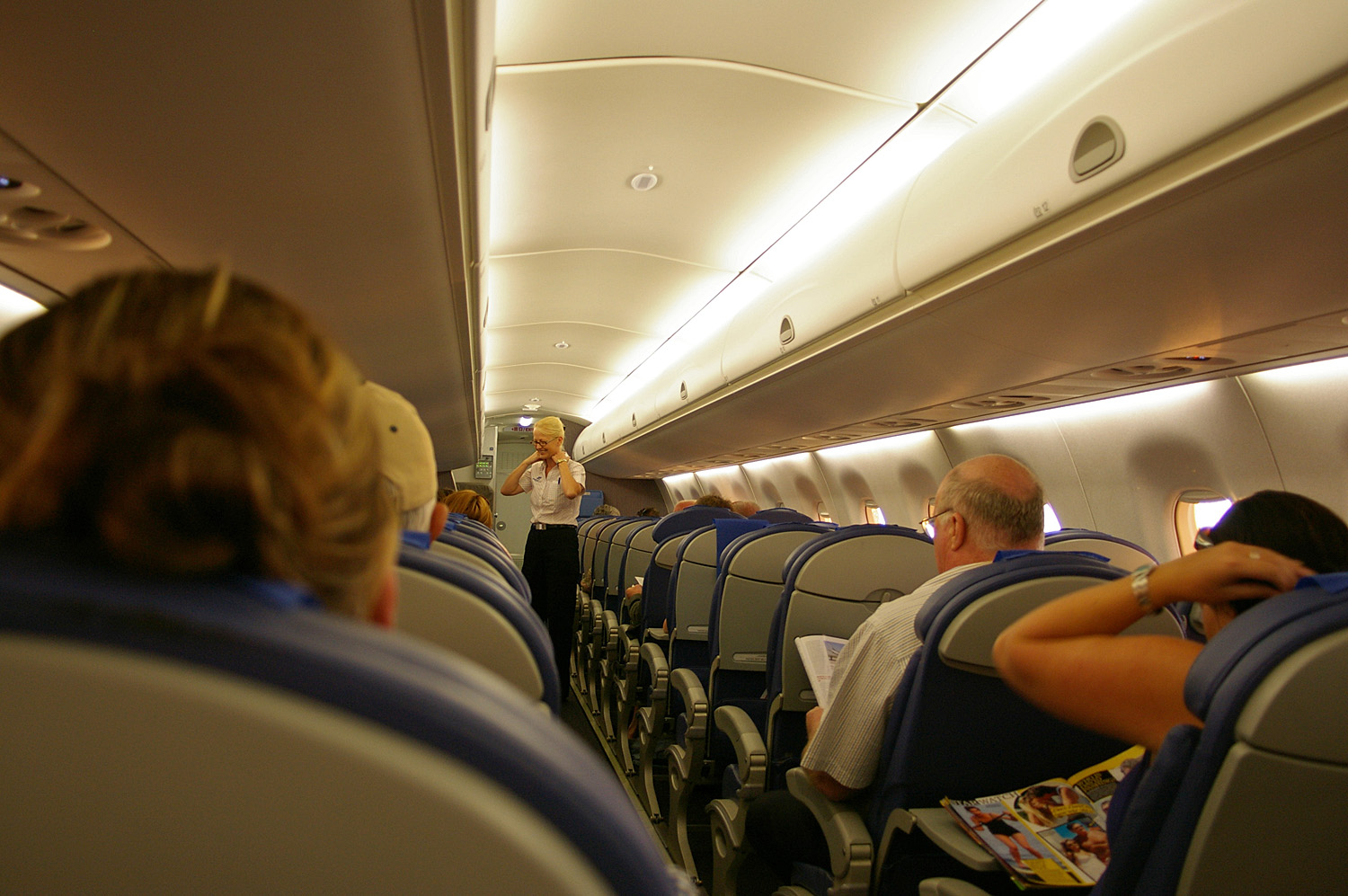
Kabine Embraer E-170, 4 Sitze pro Reihe

Die Sortierung erfolgt nach Innenbreite. Kursiv gesetzte Flugzeugtypen werden seit über 10 Jahren nicht mehr produziert.

### 7 Sitze pro Reihe (Economy Class)
- Hawker Siddeley Trident; in der von Channel Airways betriebenen Version[1]

### 6 Sitze pro Reihe (Economy Class)
- Airbus-A320-Familie; mit 396 cm Außen- und 370 cm Innenbreite der Typ mit dem derzeit größten Rumpfquerschnitt der Schmalrumpfflugzeuge, die A320-Familie (alle Varianten zusammen) ist der am häufigsten produzierte Passagierjet (über 10.100 Stück)
- Boeing 707, 727, 737, 757 (alle 376/354 cm); die 757-300 war das Schmalrumpfflugzeug mit der größten Passagierkapazität (289 bei einer Klasse)
- Douglas DC-8 (373/350 cm); die DC-8-61/63/71/73 war mit 57,10 m das längste Schmalrumpfflugzeug
- Hawker Siddeley Trident (344 cm Innenbreite)[11]
- Iljuschin Il-62 (380/359 cm)
- Jakowlew Jak-42 (380/360 cm)[12]
- Tupolew Tu-154 (380/358 cm)

### 5 Sitze pro Reihe (Economy Class)
- Airbus A220 (370/328 cm)
- BAe 146 (356/338 cm); in enger Bestuhlung auch 6 pro Reihe
- Douglas DC-9/McDonnell Douglas MD-80/MD-90/Boeing 717 (334/314 cm)
- Fokker F28/Fokker 70/Fokker 100 (330/310 cm)
- Sud Aviation Caravelle (320/301 cm)

### 4 Sitze pro Reihe (Economy Class)
- Bombardier CRJ100, 200, 300, 400, 500, 600, 700, 800, 900, 1000 (269/257 cm)
- Embraer E170, E175, E190, E195 (301/274 cm)

### 3 Sitze pro Reihe
- Embraer-ERJ-145-Familie (210 cm Kabinenbreite)
- Jakowlew Jak-40 (215 cm Kabinenbreite, teilweise auch 4 Sitze pro Reihe)

## Vorteile
- Eine Auslegung für eine geringere Passagierzahl als bei Großraumflugzeugen, bei denen eine zu starke Kürzung nötig wäre, ist möglich.
- Die Passagierkapazität ist für die meisten Kurzstrecken ausreichend. Teilweise sind während eines Tages genug Passagiere vorhanden, um das Flugzeug mehrmals täglich auf derselben Strecke mit Passagieren zu füllen. So kann mehrmals täglich dieselbe Strecke geflogen werden.
- Das Volumen des Rumpfes wird besser ausgenutzt, da der obere Dachteil des Rumpfes nicht abgehängt werden muss wie bei Großraumflugzeugen.

## Nachteile
- Weniger Passagierkomfort durch die als beengt empfundene Kabine, deren Wände stark gebogen sind und das Gefühl einer Röhre erzeugen können, besonders bei Maschinen mit langem Rumpf. Dieses kann besonders bei längeren Flugzeiten als unangenehm empfunden werden.
- Bei Schmalrumpfflugzeugen mit hoher Passagierkapazität besteht durch die große Länge die Gefahr, bei Start oder Landung mit dem Heck aufzusetzen (Tailstrike).
- Durch nur einen Gang im Passagierraum verlängert sich die Zeit zum Einsteigen im Vergleich zu einem Flugzeug mit zwei Gängen und gleicher Kapazität erheblich. Dies macht sich insbesondere bei Einsätzen besonders langer Flugzeuge auf hochfrequentierten Strecken bemerkbar.